# DIGGIT
Slovenska konferenca o digitalnih komunikacijah DIGGIT prinaša znanja, trende in primere dobre prakse, ki pripomorejo k ustrezni komunikaciji v vse bolj digitaliziranem okolju.
Od leta 2012 konferenca poteka v organizaciji enakovrednega partnerstva Marketing magazina (Medijski partner d.o.o.) in TSmedia, d.o.o.. Ustanovljena je bila z namenom zapolnitve manjkajoče vrzeli v slovenskem prostoru na področju izobraževanja na temo digitalnih komunikacij.

## Pregled DIGGIT dogajanja

### DIGGIT 01
Prva DIGGT konferenca je potekala 6 in 7. junija 2012 v Cankarjevem domu v Ljubljani.. Na njej so govorili o prednostih in priložnostih, ki jih prinaša digitalni svet. Svoje digitalne izkušnje so s slušatelji delili predstavniki mednarodno priznanih podjetij kot so: The Economist, BMW, IBM, Google, Philips in Amnesty International. Na prvi konferenci je predavalo več kot 20 domačih in tujih strokovnjakov s področja digitalnega komuniciranja, upravljanja spletnih mest in družbenih omrežij, digitalnega trženja in optimizacije poslovanja.
V okviru prvega DIGGIT-a so se odvili konferenca DIGGIT, digitalna igralnica in razstava DIGGIT EXPO, ki je združila nostalgijo in aktualnost digitalnih tehnologij. Na njej so bile razstavljene tehnološke novosti s področja avdiovizualnih in spletnih komunikacij ter telekomunikacij, razstava pa je del stalne razstave računalnikov v lasti Kiberpipe.
Poleg osrednjega je potekal tudi vzporedni program s hitrim tečajem digitalnega komuniciranja. Dvodnevnega dogajanja se je udeležilo skoraj 2000 obiskovalcev.

### DIGGIT 02
Druga DIGGIT konferenca je potekala 5. in 6. junija 2013 v Cankarjevem domu v Ljubljani. Konferenca je ponudila znanja učinkovite rabe digitalnih komunikacij v prodaji, oglaševanju in komuniciranju. Prav tako je bilo govora o optimiziranju in strateškem načrtovanju pojavnosti v digitalnih medijih, upravljanju in graditvi odnosov s kupci preko družbenih omrežij, mobilnih aplikacij in naprednih komunikacijskih rešitev. Organizatorji so v osrednjem programu namenili pozornost deljenju primerov dobrih praks in izobraževanju udeležencev. Poleg osrednjega je potekal tudi brezplačen vzporedni program, na katerem se je zvrstilo pet predavanj in ena delavnica, celotne konference pa se je v dveh dneh udeležilo več kot tristo udeležencev.
Drugi DIGGIT se je zaključil s prvo podelitvijo nagrad na izboru DIGGIT startup ideja leta 2013. Šest finalistov je predstavilo inovativne ideje in rešitve, s svojimi predstavitvami in odgovori na zastavljena vprašanja pa so žirijo in občinstvo najbolj prepričali člani, ki so razvili spletno platformo ShowMeAround za unikatna turistična doživetja, obiskovalcem pričarana s strani domačinov.

### DIGGIT 03
Tretja DIGGIT konferenca je potekala med 4. in 5. junijem 2014 na Odru pod zvezdami v  Lutkovnem gledališču Ljubljana. Program so razdelili na pet sklopov:
- upravljanje digitalne razdrobljenosti,
- spletna trgovina,
- družbeni mediji,
- novi poslovni modeli,
- kreativnost in tehnologija.

Tudi na tretji konferenci so ponudili slušateljem slušateljem celovit in poglobljen pregled digitalnih trendov ter primerov dobrih praks na enem mestu, s poudarkom na lokalnih/regionalnih trendih. 
Na tretji dvodnevni konferenci so v večernem delu uvodnega dne na Ljubljanskem gradu prvič podelili nagrade diggit.
Zmagovalka druge DIGGIT startup ideje leta 2014 je postala ekipa Doctrina, ki razvija istoimensko spletno platformo za e-izobraževanje zaposlenih v lekarnah. Platforma omogoča hiter in preprost prenos znanja med farmacevtskimi podjetji in lekarnami v obliki vnaprej posnetih spletnih video seminarjev za kvalitetno in strokovno svetovanje. Za naziv se je potegovalo 14 ekip, pri čemer se je v ožji izbor uspelo prebiti šestim.

### DIGGIT 04
Četrta DIGGIT konferenca je potekala 4. junija 2015 v Unionski dvorani GH Union. Glavno vodilo četrtega DIGGIT-a je bilo poiskati odgovore na vprašanje: Kako doseči konkurenčne prednosti s pomočjo orodij, procesov in razmišljanj, ki jih omogoča ter spodbuja digitalno okolje? Osrednji program so sestavljali štirje sklopi. V prvem so se dotaknili rezultatov mednarodne raziskave Evropskega urada za interaktivno oglaševanje. Osrednja tema drugega je bila, kako prestrukturirati in digitalizirati podjetje, da bo bolj konkurenčno na trgu. Tretji sklop je bil posvečen primerom dobre prakse digitalne kreativnosti. Četrti sklop je bil praktične narave, saj so v njem iskali odgovore na vprašanje, kako lahko mala in srednja podjetja izkoristijo digitalno okolje in orodja za doseganje pomembne konkurenčne prednosti v boju z velikimi podjetji.
Odmevnejši tuji govorci, ki so delili svoja znanja in izkušnje na 4. slovenski konferenci o digitalnih komunikacijah, so bili:
- Pawel Kolenda, direktor v poljskem uradu za interaktivno oglaševanje, ki je strokovnjak na področju kvantitativnih raziskav, oglaševalske učinkovitosti in vedenja potrošnikov,
- Scott Thwaites, ki je pri Twitterju odgovoren za Evropo, Bližnji vzhod in Afriko,
- Gerhard Guenther soustanovitelj in izvršni direktor agencije Digitalsunray Media, specializirane na področju tehnoloških inovacij,
- John Bain oziroma TotalBiscuit iz Velike Britanije, ki velja za najboljšega kritika in komentatorja videoiger. Z njim se je pogovarjal
- Kevin Dent, ki ima dvajsetletne izkušnje v mobilni industriji, od tega se že štirinajst let ukvarja z mobilnimi igrami in velja za veterana na tem področju.[19]

## Nagrade diggit
Nagrade diggit prejmejo najboljša digitalna dela, ki predstavljajo presežek znotraj lastne industrije. Leta 2014 je bilo pripravljenih skupno 53 del, leta 2015 pa 50.
Kategorije, v katerih od leta 2014 podeljujejo zlate nagrade diggit:
- avtomobilska industrija,
- B2B,
- drogerija,
- farmacija,
- finančne storitve, zavarovalništvo, bančništvo,
- hrana & pijača,
- IT & telekomunikacije,
- izdelki in storitve za otroke,
- izdelki za dom,
- javni sektor,
- mediji & zabava,
- moda,
- neprofitne organizacije,
- prodaja,
- storitve,
- šport,
- trgovina,
- turizem.

Štiri velike nagrade diggit prejmejo vrhunska digitalna dela, ki predstavljajo presežek v kategorijah:
- digitalna inovacija,
- digitalna strategija,
- digitalno oglaševanje,
- družbeni mediji.[20]

### Dobitniki velikih nagrad diggit
| Leto | Digitalna inovacija                                                                 | Digitalna strategija                                                                                  | Digitalno oglaševanje                                                                   | Družbeni mediji                                                      |
| ---- | ----------------------------------------------------------------------------------- | --- | --------------------------------------------------------------------------------------- | -------------------------------------------------------------------- |
| 2014 | Telekom Slovenije in agencija Pristop za TViN                                       | Zavarovalnica Triglav za viralni video o preprečevanju zavarovalniških goljufij in prevar s Severino  | Telekom Slovenije in agencija Pristop za oglaševalsko kampanjo ob EuroBasketu Good Life | Agencija 101 in Droga Kolinska za globalno Facebook stran Nosečka Mg |
| 2015 | Zavarovalnica Triglav, Pristop in Art Rebel 9 za delo Virtualni poleti Planica 2015 | Renderspace, Atlantic Grupa, SBU BEVERAGES in Droga Kolinska za ekosistem spletne pojavnosti Donat MG | Mediodrom in Renault Nissan Slovenija za oglaševalsko kampanjo Twingospodične           | Pristop in Telekom Slovenije za akcijo Itak Moč Besed                |